# Baubeamter
Der Begriff Baubeamter gilt als veraltet und bezeichnete vom 18. Jahrhundert bis ins frühe 20. Jahrhundert einen Architekten, Baumeister, Bauingenieur, Maschinenbauingenieur oder Schiffbauingenieur, der in einem Dienstverhältnis mit einer staatlichen oder städtischen Verwaltungseinheit stand. Für Beamte im Bereich Planung und Bauen sind Amtsbezeichnungen festgelegt, zu denen unter anderem der Baurat sowie der Oberbaurat zählen.

## Einteilung
Je nach deutschem Staat waren unterschiedliche Einteilungen gebräuchlich. Es wurden folgende Amtsbezeichnungen unterschieden:

### Königreich Preußen
Das Königreich Preußen teilte seine Baubeamten in Regierungsbauführer, Regierungsbaumeister, Bauinspektoren und Bauräte ein. Der niedrigste Grad war der Regierungsbauführer, den die Referendare führten. Erst nach der bestandenen zweiten Staatsprüfung wurden die nunmehrigen Assessoren zu Regierungsbaumeistern ernannt. Nach ungefähr zehn Jahren Wartezeit bestand die Möglichkeit, eine Stelle als Bauinspektor zu bekommen und damit einen eigenen Verwaltungskreis zu übernehmen. Baubeamte des Königreichs Preußen waren auch im Bereich des Wasserbaus und der Melioration tätig, dort gab es auch Meliorationsbauinspektoren oder Wiesenbaumeister.
In Preußen gab es die zusätzliche Verwaltungsebene der Provinzen mit einer eigenen Bauverwaltung, in der der Zusatz Landes- üblich war, also z. B. Landesbauinspektor oder Landesbaurat, daneben gab es aber auch den Zusatz Provinzial-, wie z. B. für die Provinzialkonservatoren.

### Deutsches Reich (Reichsbehörden) bis 1918
In ähnlicher Weise gestaltete sich die Einteilung in den Bauverwaltungen der dem Reich unterstellten Institutionen und Behörden. Dort unterschied man ebenfalls zwischen Bauführer, Baumeister, Bauinspektor, Baurat usw. Für die verschiedenen Verwaltungen waren entsprechend verschiedene Zusätze üblich, z. B.
- Marinebauinspektor in der Bauverwaltung der Kaiserlichen Kriegsmarine,
- Garnisonsbauinspektor in der Bauverwaltung des Heeres,
- Postbaurat in der Bauverwaltung der Kaiserlichen Reichspost (zumeist bei den Bauabteilungen der Oberpostdirektionen).

### Königreich Sachsen
Im Königreich Sachsen kannte man neben Regierungsbaumeistern und Bauinspektoren noch Landbaumeister. Der höchste Baubeamte wurde Oberlandbaumeister genannt.

### Königreich Bayern
Das Königreich Bayern verwendete abweichend die Bezeichnungen Bauamtsassessor / Kreisbauassessor und Bauamtmann.

### Stadtverwaltungen
Die Städte orientierten sich üblicherweise an der Struktur der jeweiligen staatlichen Bauverwaltung, so gab es Stadtbaumeister, Stadtbauinspektoren, Magistratsbauräte und Stadtbauräte.

## Baurat
In allen deutschen Staaten bedeutete der Begriff Baurat einen bautechnischen Sachverständigen, der für eine Regierung oder eine Behörde tätig war, z. B. Eisenbahnbehörde, Kommunal- oder Kirchenverwaltung. Dazu dienten die Bezeichnungen Regierungsbaurat (in Bayern Kreisbaurat oder Generaldirektionsrat genannt), Stadtbaurat (auch Oberbaurat oder Baudirektor), Landesbaurat, Amtsbaurat und Kirchenbaurat.
Gleichzeitig wurde Baurat auch als nichtakademischer Titel verliehen – in ähnlicher Weise wie z. B. der Titel Kommerzienrat.

## Heutige Amtsbezeichnungen in Deutschland
Für Beamte im Bereich Planung und Bauen sind Amtsbezeichnungen festgelegt. Diese dürfen Beamten nur dann verliehen werden, wenn sie sich für die Laufbahn eignen. Die Laufbahnbefähigung wird normalerweise durch den Nachweis eines Hochschulabschlusses einer Universität oder Technischen Hochschule mit Diplom oder Master oder einen akkreditierten Master-Abschluss einer Fachhochschule (z. B. in Architektur, Bauingenieurwesen, Stadtplanung) und die entsprechende Laufbahnprüfung (Staatsexamen, früher: Große Staatsprüfung) nach zweijährigem technischen Referendariat erbracht. Mit dem Bestehen der Laufbahnprüfung sind sie berechtigt die Berufsbezeichnung „Bauassessor“ zu führen (in Baden-Württemberg und Bayern: „Regierungsbaumeister“), unabhängig davon, ob man angestellt, beamtet oder selbständig ist.
Zum Führen der beamtenrechtlichen Amtsbezeichnung muss nach dem Referendariat eine bis zu dreijährige Probezeit abgeleistet werden. Dies wird in einigen Fachlaufbahnen durch entsprechende Dienstbezeichnungen (z. B. Baurat zur Anstellung im Bereich der Bundeswehrverwaltung) gekennzeichnet. Aufgrund der Abschaffung der Rahmenkompetenz des Bundes durch die Föderalismusreform 2006 fällt seither das Laufbahnrecht in den Zuständigkeitsbereich der Länder, was u. a. dazu geführt hat, dass einige Laufbahnverordnungen der Länder die Dienstbezeichnung zur Anstellung (z. A.) nicht mehr vorsehen. In diesen Ländern dürfen technische Beamte bereits in der Probezeit die Amtsbezeichnung Baurat führen.
Den Amtsbezeichnungen entspricht eine bestimmte Besoldungsgruppe:
- Baurat: A 13
- Oberbaurat (Bauoberrat in Bayern, Sachsen[4] und dem Saarland): A 14
- Baudirektor: A 15
- Ltd. Baudirektor: A 16 (auch B 2 in Hamburg)
- Erster Baudirektor: B 3 / B4 / B 6 (in Hamburg)
- Oberbaudirektor: B 9 (in Hamburg)

Das Bundesministerium des Innern (BMI) hat die Amtsbezeichnungen im Jahr 2012 auf Bundesebene ersetzt. So werden heute statt des Titels Baurat der Titel Technischer Regierungsrat, statt Oberbaurat der Titel Technischer Regierungsoberrat, statt Baudirektor und Ltd. Baudirektor die Titel Technischer Regierungsdirektor und Ltd. Technischer Regierungsdirektor verliehen.
In einer Großstadt (über 100.000 Einwohner) wäre in der Regel der Amtsleiter, z. B. des Tiefbauamtes oder des Stadtplanungsamtes, ein Leitender Baudirektor.

### Länderspezifische Regelungen
In Niedersachsen ist die Bezeichnung „Stadtbaurat“ die Bezeichnung für den Stadtrat, der als Wahlbeamter für den Baubereich zuständig ist. Die Wahlzeit beträgt nach dem geltenden Niedersächsischen Kommunalverfassungsgesetz (NKomVG) 8 Jahre. Eine Wiederwahl für erneut 8 Jahre ist zulässig. Die Besoldung richtet sich nach der Gemeindegröße, zum Beispiel Besoldung nach B3 bei einer Gemeindegröße bis 50.000 Einwohnern. Eine vergleichbare Regelung gilt für den Wahlbeamten der Niedersächsischen Landkreise („Kreisbaurat“).
In Baden-Württemberg ist auch die Bezeichnung „Baubürgermeister“, in Hansestädten häufig die Bezeichnung „Bausenator“ für den höchsten Baubeamten üblich. Sie sind, wie die niedersächsischen Stadtbauräte, Beamte auf Zeit und werden nach der B-Besoldungsordnung besoldet. Die Wahlzeiten variieren. Sie sind in den jeweiligen Kommunalverfassungsgesetzen der Länder geregelt.